# Корениця
Корениця (пол. Korzenica) — село у Польщі, у гміні Ляшки Ярославського повіту Підкарпатського воєводства. Знаходиться на відстані 19 км на схід від Ярослава. Населення — 645 осіб (2011).

## Історія

Церква у селі Корениця, споруджена у 1649 р, знищена у 1955 р.

Відповідно до «Географічного словника Королівства Польського» Корениця перебувала у складі Ярославського повіту, розташовувалася на північ від Ляшок. У селі не було своєї римо-католицької парафії. Польська громада (24 особи) була частиною парафії в Ляшках. Натомість було 926 парафіян греко-католицької парафії Ярославського деканату (більшість населення становили українці (русини)). Також до неї входили жителі кількох сусідніх сіл, що збільшувало кількість парафіян до 1204.
У 1939 році в селі проживало 1 330 мешканців (1 160 українців, 5 поляків, 110 польських колоністів, 35 латинників, 20 євреїв).
16 серпня 1945 року Москва підписала й опублікувала офіційно договір з Польщею про встановлення лінії Керзона українсько-польським кордоном. Українці не могли протистояти антиукраїнському терору після Другої світової війни. Частину добровільно-примусово виселили в СРСР (580 осіб — 131 родина). Решта українців попала в 1947 році під етнічну чистку під час проведення Операції «Вісла» і була депортована на понімецькі землі у західній та північній частині польської держави, що до 1945 належали Німеччині.
У 1975—1998 роках село належало до Перемишльського воєводства.

## Демографія
Демографічна структура станом на 31 березня 2011 року:
|          | Загалом | Допрацездатний вік | Працездатний вік | Постпрацездатний вік |
| -------- | ------- | ------------------ | ---------------- | -------------------- |
| Чоловіки | 334     | 99                 | 213              | 22                   |
| Жінки    | 311     | 69                 | 184              | 58                   |
| Разом    | 645     | 168                | 397              | 80                   |